# San Jerónimo, Amanalco
San Jerónimo är en ort i Mexiko, tillhörande kommunen Amanalco i den västra delen av delstaten Mexiko, i den centrala delen av landet. Orten hade 2 472 invånare vid folkräkningen 2010, och är kommunens näst största samhälle sett till befolkning.